# Gerd Rinck
Gerd Rinck (* 21. Juli 1910 in Stendal; † 13. Februar 2007 in Göttingen) war ein deutscher Jurist, Hochschullehrer und Politiker (CDU).

## Leben und Wirken
Als Sohn von Max Rinck und seiner Ehefrau Gertrud (geb. Hertel) studierte er Rechtswissenschaft an den Universitäten in Freiburg/Breisgau, Königsberg/Preußen, München und in Halle (Saale). 1936 promovierte er bei Rudolf Ruth an der Universität Halle-Wittenberg mit einer Arbeit über „Pflichtwidrige Vertretung. Insichgeschäfte und sonstiger Vollmachtsmissbrauch nach deutschem und englischem Recht unter besonderer Berücksichtigung der Umgehungsfälle“. Das Examen zum Assessor legte er 1937 ab. 1937–1939 war er Assistent an der Universität Leipzig, 1939 noch kurz Mitarbeiter im Reichsjustizministerium (Abteilung Handelsrecht), bevor er ab Dezember 1939 bis zum Ende des Zweiten Weltkriegs im Wehrdienst war, anschließend in amerikanischer Kriegsgefangenschaft. Rinck trat zum 1. Juni 1934 der NSDAP (Mitgliedsnummer 3.454.662) und 1935 der SS bei.
1947–1949 wirkte Rinck als Referent im Stuttgarter Zentralbüro des Hilfswerks der Evangelischen Kirchen in Deutschland, dann bis 1955 im Justizministerium Rheinland-Pfalz. In diesem Zusammenhang war er 1955–1958 Honorarprofessor für Urheberrecht, gewerblichen Rechtsschutz und unlauteren Wettbewerb an der Rechts- und Wirtschaftswissenschaftlichen Fakultät der Universität Mainz. Es folgte 1958–1975 eine ordentliche Professur für Bürgerliches Recht und Wirtschaftsrecht an der Juristischen Fakultät an der Universität Göttingen, wo er am 30. September 1975 emeritierte. Bis 1980 war er Geschäftsführer des Universitätsbundes.
Schon kurz nach dem Kriegsende trat Rinck in die CDU ein. Seit 1979 war er als Nachrücker Mitglied der CDU-Fraktion im Stadtrat Göttingen. Am 5. Februar 1982 trat er als Nachfolger des nur wenige Wochen amtierenden Joachim Kummer (CDU) das Amt des ehrenamtlichen Oberbürgermeisters der Stadt Göttingen an, das er bis zum 6. November 1986 bekleidete. Sein Nachfolger wurde Artur Levi (SPD).
Gerd Rinck war seit 1939 verheiratet mit Gertrud Ehrlich. Aus der Ehe gingen vier Kinder hervor.

## Schriften (Auswahl)
- Pflichtwidrige Vertretung. Insichgeschäfte und sonstiger Vollmachtsmissbrauch nach deutschem und englischem Recht unter besonderer Berücksichtigung der Umgehungsfälle. Junker und Dünnhaupt, Berlin 1936
- Gefährdungshaftung, 1959
- Die Intellektuellen – unsympathisch. In: Die Zeit Nr. 45/1965 vom 5. November 1965. (Abschrift)
- Begriff und Prinzipien des Wirtschaftsrechts. Siebzehn Landesberichte zu einem internationalen Symposion, als Hrsg., Frankfurt 1971
- Wirtschaftsrecht. Wirtschaftsverfassung, Wirtschaftsverwaltung, Wettbewerbs- und Kartellrecht, Köln 1974 ISBN 3-452-17870-6
- (mit Eberhard Schwark): Wirtschaftsrecht. Wirtschaftsverfassung, Kartellrecht, Wettbewerbsrecht, Wirtschaftsverwaltung. (1. Auflage 1963) 6., vollständig neubearbeitete Auflage des von Gerd Rinck begründeten und in 1.-5. Auflage bearbeiten Werkes. Heymann, Köln usw. 1986, ISBN 978-3-452-19534-0.
- Refugium Academicum in Reinhausen, in: Georgia Augusta, Nachrichten aus der Universität Göttingen, Mai 1994